# Heinrich Schröter
Heinrich Eduard Schröter (Königsberg, 8 gennaio 1829 – Breslavia, 3 gennaio 1892) è stato un matematico tedesco.

## Biografia
Schröter andò (insieme ai matematici Alfred Clebsch, Rudolf Lipschitz, Carl Gottfried Neumann) all'Altstädtisches Gymnasium a Königsberg, studiando matematica e fisica. Dopo la laurea nel 1845 al ginnasio, andò presso l'Università di Königsberg per continuare a studiare matematica e fisica con Jacobi (e Franz Ernst Neumann e Otto Hesse). Dopo il suo anno di volontariato in ambito militare, andò presso l'Università Humboldt di Berlino, dove ebbe come professore Peter Gustav Lejeune Dirichlet e Jakob Steiner. Nel 1854 consegue il suo dottorato a Königsberg con un tesi sulle funzioni ellittiche. Successivamente superò l'esame di stato e fu qualificato come insegnante nel 1855 presso l'Università di Breslavia (portando come argomento le funzioni ellittiche). Nel 1858 diventò professore associato a Breslavia e nel 1861 professore. Morì nel 1891, per malattia.
Schröter fu influenzato dagli insegnamenti di Steiner. Nellas sua opera principale Die Theorie der Oberflächen (la teoria delle superfici) pubblicata nel 1880, parlò delle superfici di secondo ordine e delle curve di terzo ordine. Per questo lavoro vinse il Premio Steiner dell'Accademia di Berlino e divenne membro corrispondente. Egli studiò anche le superfici di terzo ordine e le curve di spazio a quarto ordine.
Uno dei suoi studenti era Rudolf Sturm.

## Opere
- 1854 Breslau, Philosophische Fakultaet: Inaugural Dissertation: De Aequationibus Modularibus
- 1855 Breslau, Philosophische Fakultaet : Habilitationsschrift: Entwicklung der Potenzen der elliptischen Transcendenten und die Theilung dieser Funktion. Respondent: A. Grimm, Dr phil.; Opponenten: R. Ladrasch, Gymnasiallehrer; E. Tillich, Cand. phil.; H. Jaschke, Stud. phil.
- als Bearbeiter und Herausgeber: Jacob Steiner's Vorlesungen über synthetische Geometrie: Theil 2: Die Theorie der Kegelschnitte, gestützt auf projectivische Eigenschaften. Leipzig 1867, 2. Auflage 1876.
- Die Theorie der Oberflächen zweiter Ordnung und der Raumkurven dritter Ordnung als Erzeugnisse projectivischer Gebilde. Leipzig 1880.
- Die Theorie der ebenen Curven dritter Ordnung, auf synthetische Weise abgeleitet. Leipzig 1888.
- Grundzüge einer rein geometrischen Theorie der Raumcurven vierter Ordnung erster Species. Leipzig 1890.